# HMS Venturous (D87)
«Венчурос» (англ. HMS Venturous (D87) — військовий корабель, ескадрений міноносець «Адміралті» типу «V» Королівського військово-морського флоту Великої Британії за часів Першої та Другої світових війн.
«Венчурос» був закладений 9 жовтня 1916 року на верфі компанії William Denny & Brothers Limited у Дамбартоні. 21 вересня 1917 року він був спущений на воду, а 29 листопада 1917 року увійшов до складу Королівських ВМС Великої Британії.
Корабель брав участь у бойових діях на морі в Першій світовій війні.

## Історія служби

### Перша світова війна
Під час Першої світової війни «Венчурос» брав участь у першій постановці магнітних донних мін, коли діяв разом з есмінцями «Ебдіель», «Тарпон», «Телемахус», «Венок» і «Ванкуішер», у супроводі восьми інших міноносців, у закладці 234 мін Sinker Mk1(M) у Північному морі біля бельгійського узбережжя Фландрії, приблизно за вісім морських миль (15 км) на північ від Дюнкерка, Франція. Німецькі війська не виявили постановку мінного поля.
У ніч з 13 на 14 липня 1918 року «Вентурос» з есмінцями «Телемахус», «Ванкуішер» і «Віемент» поставили мінне поле з 224 міни в Північному морі. У ніч з 17 на 18 липня 1918 року флотилія заклала ще одне мінне поле в Північному морі з 424 міни для прикриттям операції, яку проводила 7-ма крейсерська ескадра, але німецькі кораблі не наразилися на нього.
22 серпня 1918 року залучався разом з «Ебдіелем», «Тарпоном», «Телемахусом» і «Ванкуішером» до другої операції з постановки мін Sinker в Північному морі біля Фландрії приблизно в 17 морських милях (31 км) на північ від Зебрюгге за підтримки літаків Королівських ПС, які патрулювали повітряний простір, щоб не допустити німецького повітряного спостереження за операцією.
В результаті реорганізації флотилії есмінців Королівського флоту в 1921 році «Вентурос» був включений до складу 9-ї флотилії есмінців разом з лідерами есмінців «Дуглас», «Валентайн» і «Валькірія» та есмінцями «Вансесса», «Верден», «Веспер», «Вів'ен» і «Вітлі». 4 квітня 1922 року вся флотилія була переведена до резервного флоту і розміщена в Росайті, Шотландія, зі скороченим екіпажем, але 8 квітня 1925 року вона була знову введена в дію і перейменована на 7-му флотилію есмінців.